# Juegos Asiáticos de 2026
Los Juegos Asiáticos de 2026 (en japonés: 2026年アジア競技大会, romanizado: 2026-nen Ajia kyōgi taikai), también conocidos como Asiáticos XX (en japonés: 第20回アジア競技大会, romanizado: Dai-20-kai Ajia kyō gi taikai) y Aichi-Nagoya 2026, será un evento multideportivo que se celebrará en la Prefectura de Aichi y su capital Nagoya en Japón entre el 19 de septiembre al 4 de octubre de 2026. Nagoya, será la tercera ciudad japonesa en albergar los Juegos, después de Tokio en 1958 e Hiroshima en 1994.

## Elección
El Consejo Olímpico de Asia (OCA) seleccionó a Nagoya para albergar los Juegos en su sesión de asamblea general anual en Đà Nẵng, Vietnam, el 25 de septiembre de 2016. Inicialmente, la oferta estuvo en peligro de desmoronarse después de una disputa presupuestaria entre la prefectura de Aichi y su capital, Nagoya, pero se resolvió, lo que permitió que se aceptara la oferta. La OCA originalmente planeó elegir la ciudad anfitriona de 2026 en 2018, pero adelantó la fecha de planificación debido a la intensidad del calendario deportivo de la región, incluidos los próximos tres Juegos Olímpicos entre 2018 y 2022 (celebrados en Pieonchang, Tokio y Beijing).
| Ciudad | País  | Ronda 1 |
| Nagoya | Japón | Unánime |

## Desarrollo y preparaciones

### Costos
La ciudad de Nagoya recibió una estimación de aproximadamente ¥85 mil millones en costos del gobierno de la prefectura de Aichi para el evento, se espera que el 30% sea cubierto por patrocinios y otros ingresos, mientras que el resto se dividirá en una proporción de 70 a 30 entre Nagoya y la prefectura de Aichi.

### Sedes e infraestructura
Los juegos están planeados para utilizar las instalaciones existentes y algunas de ellas fueron un legado de los Juegos Olímpicos de Verano de 2020. Se espera que el estadio Atlético Mizuho albergue las ceremonias de apertura y clausura y el atletismo, el Nippon Gaishi Hall Complex se usará para gimnasia y deportes acuáticos, el Nagoya Dome se usará para béisbol y el Estadio Toyota se usará para fútbol.

## Miscelánea y mercadeo

### Logo
El emblema de los Juegos se dio a conocer durante una ceremonia el 1 de abril de 2020. Cada color tiene su propio significado: el morado representa el iris laevigata, el dorado el Shachihoko, los adornos dorados del techo en forma de pez tigre que son el símbolo del Castillo de Nagoya, y el verde la conciencia ambiental.

### Eslogán
El lema oficial de los Juegos Asiáticos de 2026, "Imagine One Asia" (Imagina una Asia), se anunció el 1 de abril de 2020 para conmemorar seis años antes de la ceremonia de apertura.

### Mascota
La mascota de los Juegos, Honohon (en japonés: ホノホン), fue presentada el 14 de julio de 2024. Su diseño está basado en el shachihoko.